# Callisto III (antipapa)
Callisto III, nato Giovanni di Struma (... – Benevento, 1179 circa), è stato un monaco cristiano italiano benedettino vallombrosano.
Fu antipapa dal settembre 1168 al 29 agosto 1178, eletto in opposizione a Papa Alessandro III alla morte dell'antipapa Pasquale III. Costretto dall'imperatore Federico I, si sottomise al papa legittimo nel 1178.

## Biografia
Fu un abate di Strumi ed uno fra i primi grandi sostenitori di Federico Barbarossa e dell'antipapa Vittore IV, che lo nominò cardinale assegnandogli il titolo di cardinale vescovo di Albano.
Eletto successore dell'antipapa Pasquale III da un piccolo gruppo di cardinali scismatici, Callisto risiedette a Viterbo dove fu principalmente una pedina di scambio per Federico, usata per fare pressione su papa Alessandro III, e dove ebbe solo un limitato supporto geografico.
Federico, quando divenne politicamente conveniente dopo la sconfitta di Legnano, restituì il suo sostegno a papa Alessandro III, con la pace di Venezia del 1177, abiurando la sua posizione il 29 agosto 1178. Callisto alla fine accettò la situazione, sottomettendosi ad Alessandro nell'agosto 1178. Papa Alessandro III lo nominò rettore di Benevento, dove morì poco tempo dopo.